# Паласио де Агуас Корриентес
Паласио де Агуас Корриентес (исп. Palacio de Aguas Corrientes) — дворец в Буэнос-Айресе, расположенный на проспекте Авенида Кордова 1950 в районе Бальванера. Он был построен для размещения резервуаров для воды растущего города в конце XIX-го века. Дворец является национальным историческим памятником.

## История

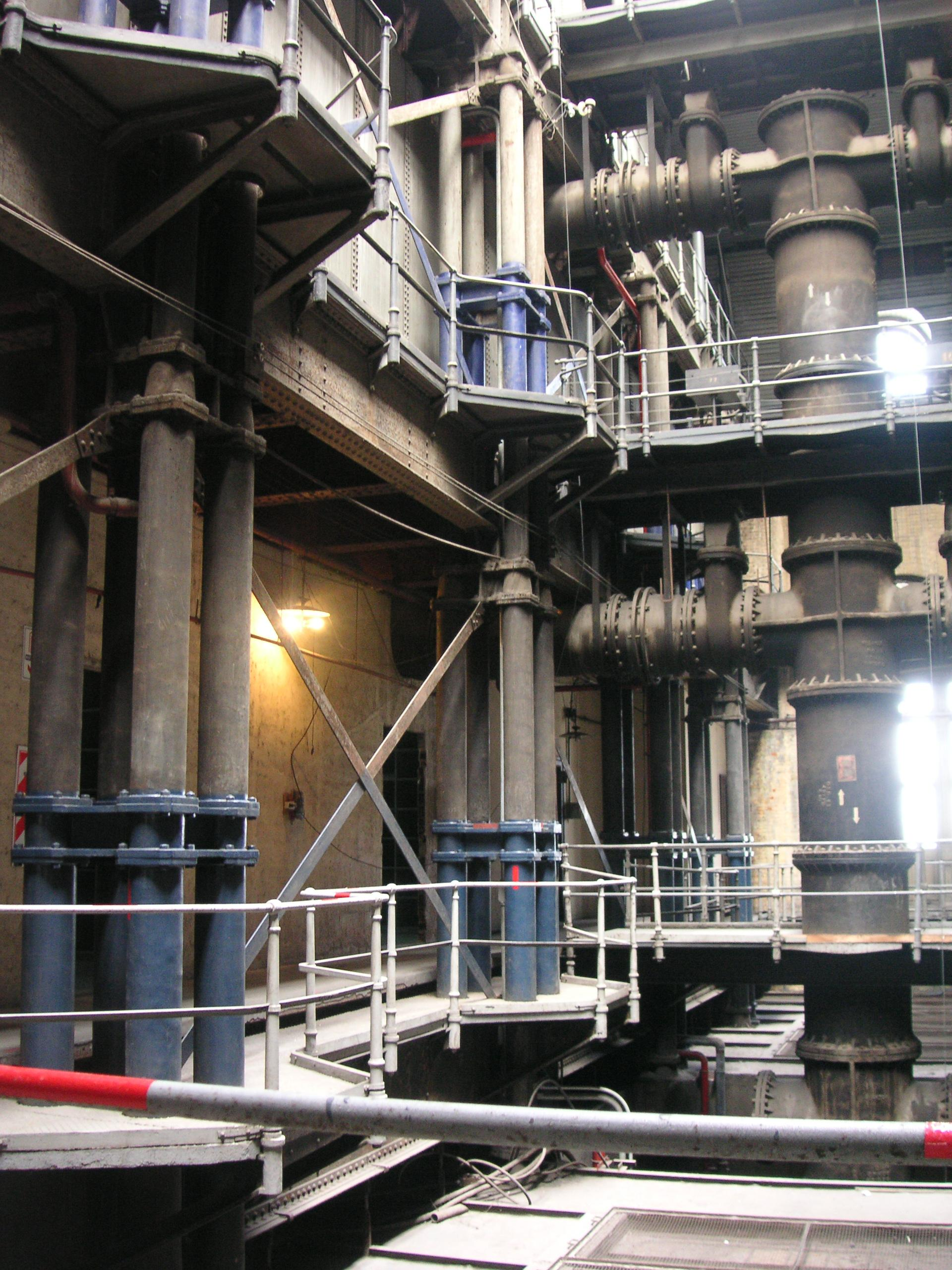
Водопроводные трубы

Во второй половине девятнадцатого века Буэнос-Айрес начал быстро расти, принимая на себя новые миграционные волны и укрепляясь. Увеличивающееся население приносило с собой проблемы перенаселенности и отсутствия в нужном объёме государственных услуг для обеспечения растущего числа людей.
Начались эпидемии: в 1867 году холера убила около 1500 человек, в 1869 году тиф стал причиной смерти 500 человек, а в 1871 году произошла историческая эпидемия желтой лихорадки, от которой заболели 14 000 из 178 000 человек, живших в то время в Буэнос-Айресе.
Столкнувшись с тревожными признаками ухудшения качества питьевой воды, власти недавно объединившейся страны приняли решение предоставить столице передовую сеть водоснабжения, воспользовавшись годами экономического изобилия и процветания. Следуя планам английского инженера-строителя Джона Бейтмана в 1886 году, национальное правительство приняло решение о том, что станция переработки питьевой воды будет установлена на севере города и подключена к подземным трубам. Для строительства здания было выделено щедрое финансирование, бюджет которого достиг 5 531 000 песо фуэрте.

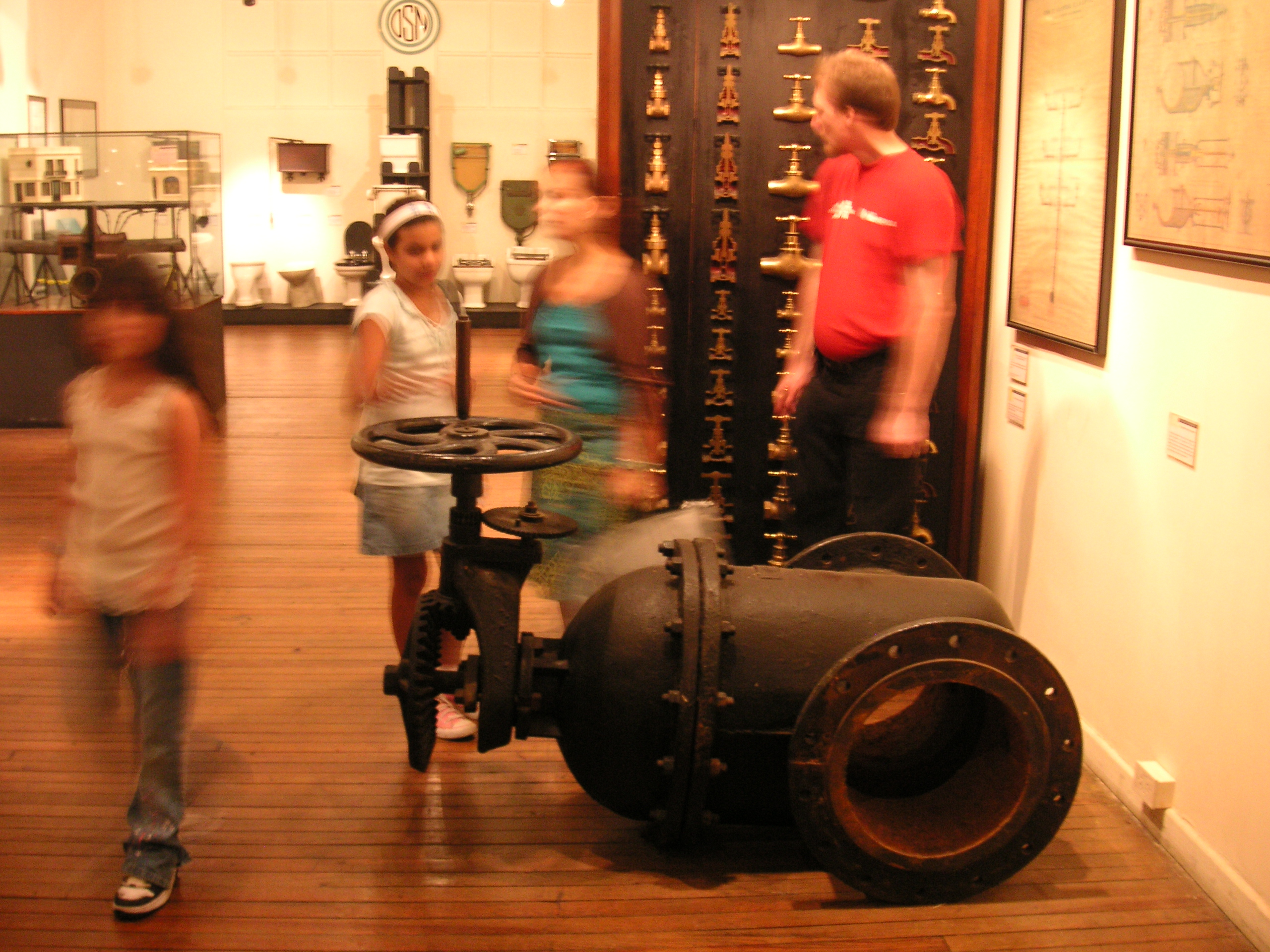
Музей

Компания «Bateman, Parsons & Bateman» взялась за проект возведения внутреннего оборудования. Компания «Samuel B. Hale y Co» взялась за строительство самого здания, а внешние фасадные работы поручены компании «Juan B. Médici», которые руководились шведским инженером Карлосом Нистремером и норвежским архитектором Олофом Бойем (сотрудники «Bateman, Parsons & Bateman»). Работы начались в 1887 году, они наняли 400 рабочих, и закончили строительство в 1894 году, здание было открыто президентом Луисом Саэнс Пенья .
Впоследствии здание использовалось компанией «Obras Sanitarias de la Nación» (которая располагалась там в 1930 году), «Aguas Argentinas» и «Agua y Saneamientos Argentinos» (сейчас). В 1989 году, декретом 325 правительства города, дворец Паласио-де-Агуас Корриентес стал Национальным историческим памятником.

## Описание
Здание является одним из образцов эклектичной архитектуры. Стиль здания более всего похож на здания Второй французской империи (стиль Второй империи бозар), а часть элементов выделяется на общем фоне полихромной керамикой и обильными украшениями на фасаде.
На трёх уровнях здания содержится 12 резервуаров для воды (поставленных бельгийской фирмой «Marcinelle et Coulliet» по тендеру от декабря 1886 года) общей емкостью 72 миллиона литров воды с расчетным весом 135000 тонн. Они поддерживаются несущей конструкцией балок, колонн и металлических опор. Потолок толщиной до 1,80 м и поддерживаются 180 колоннами, расположенными на расстоянии шести метров друг от друга. В центре дворца расположен внутренний двор который обеспечивает свет и воздух в здании.

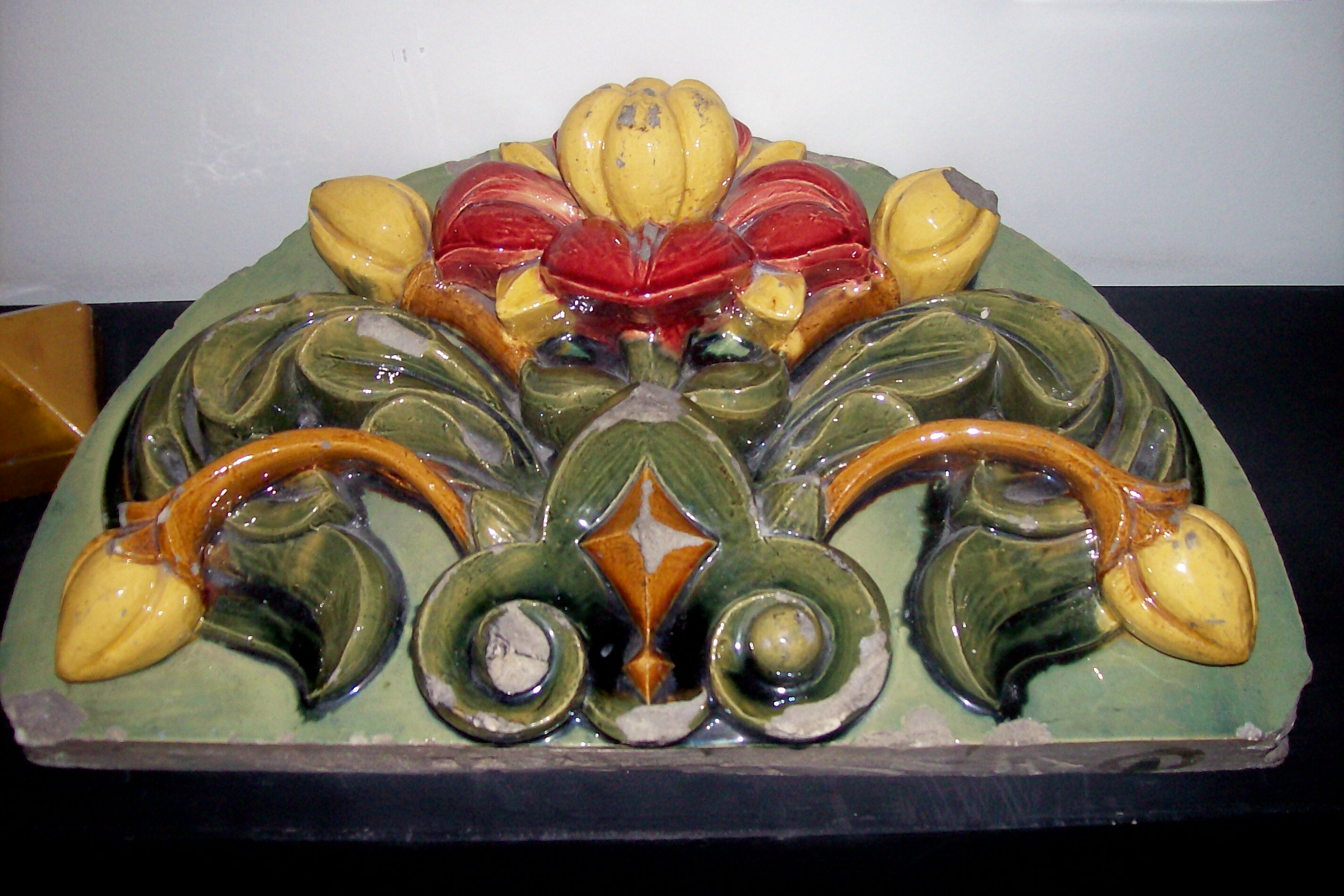
Керамика, выставленная в музее, похожа на ту, которая украшает фасад.

Покрытие фасада дворца Паласио-де-Агуас Корриентес было сделано из 130 тысяч эмалированных кирпичей и 300 тысяч керамических изделий, импортированных из Бельгии и Англии и пронумерованных для облегчения их размещения. Мраморные плитки, предназначенные для покрытия фасада в оригинальном проекте, были заменены терракотовыми плитками, выполненными компанией «Royal Doulton & Co.», Лондон и компанией «Burmantofts», Лидс. Потолок был покрыт зеленым шифером, привезенным из Франции.
Идея превращения резервуара для воды во дворец получила множество критических замечаний, как правило, в связи с отсутствием необходимости в строительстве такого роскошного здания, учитывая его назначение. Однако в то время уже существовали здания утилитарных функций, такие как железнодорожные терминалы, которые были обнесены элементами дворцового типа.

## Сегодня
В здании работают Музей исторического наследия, Archivo de Planos Domiciliarios и административные компании.
В 2015 году государственная компания Aysa начала постепенную реставрацию дворца Паласио де Агуас Корриентес.

## Галерея

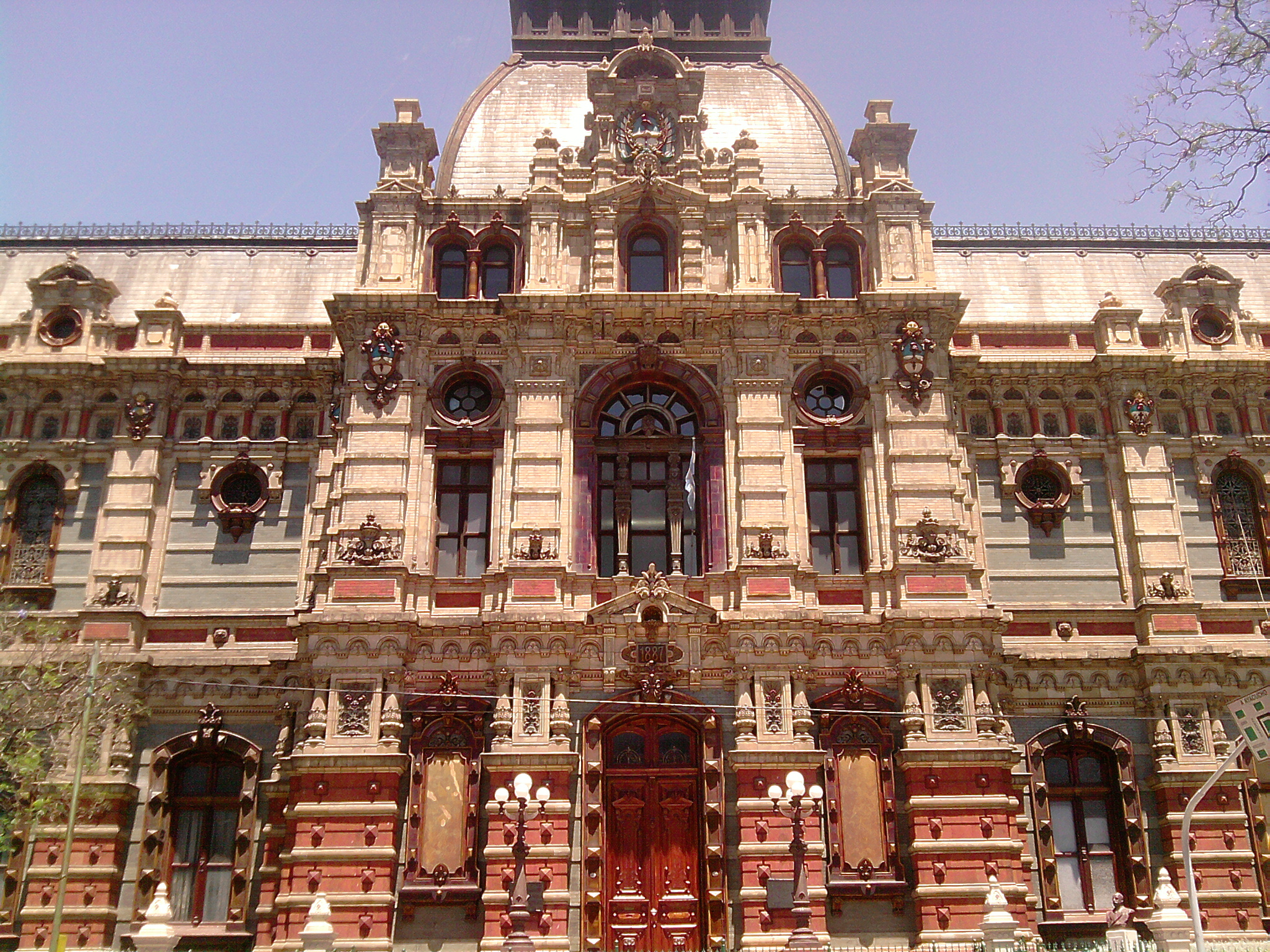
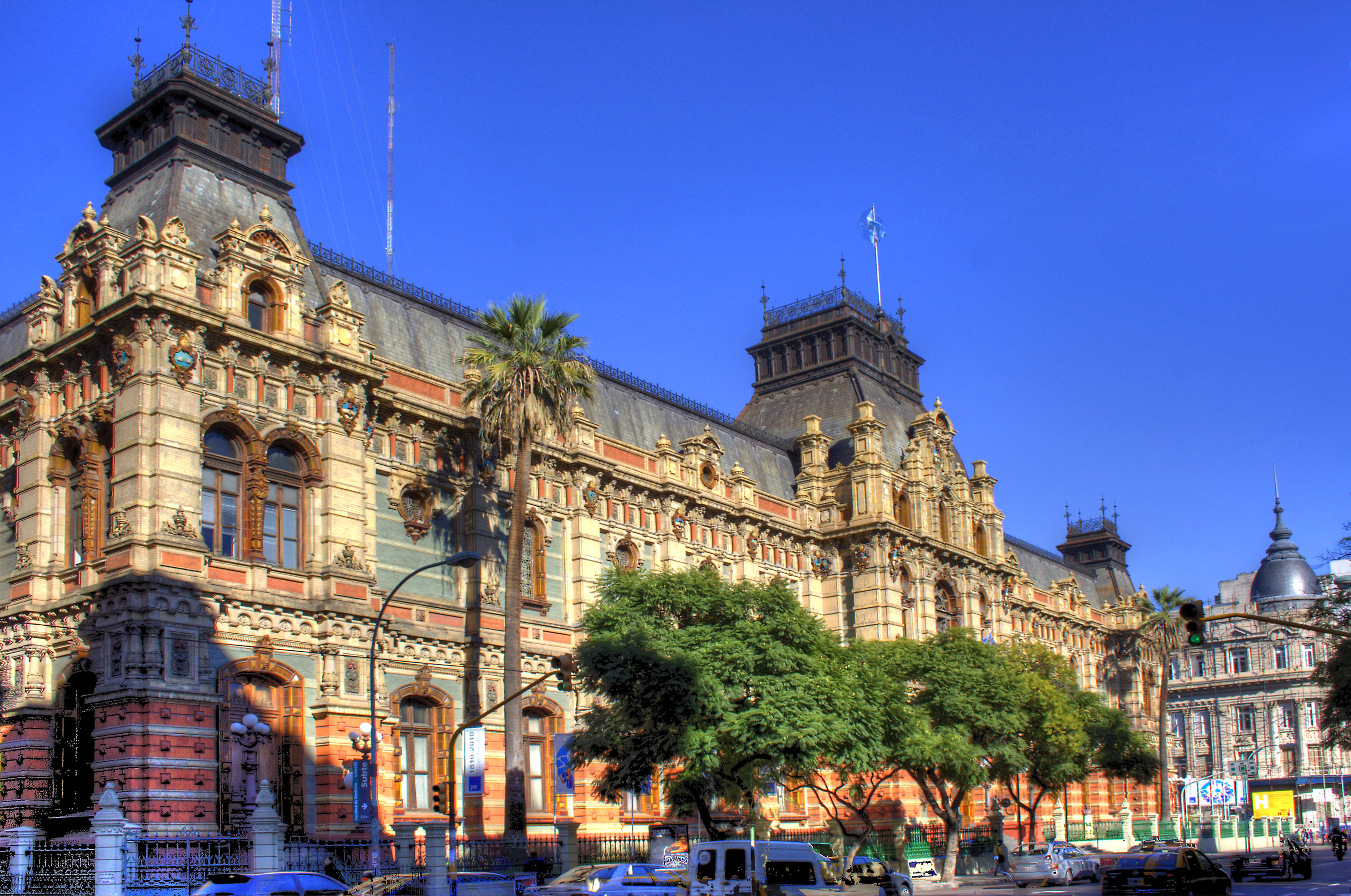
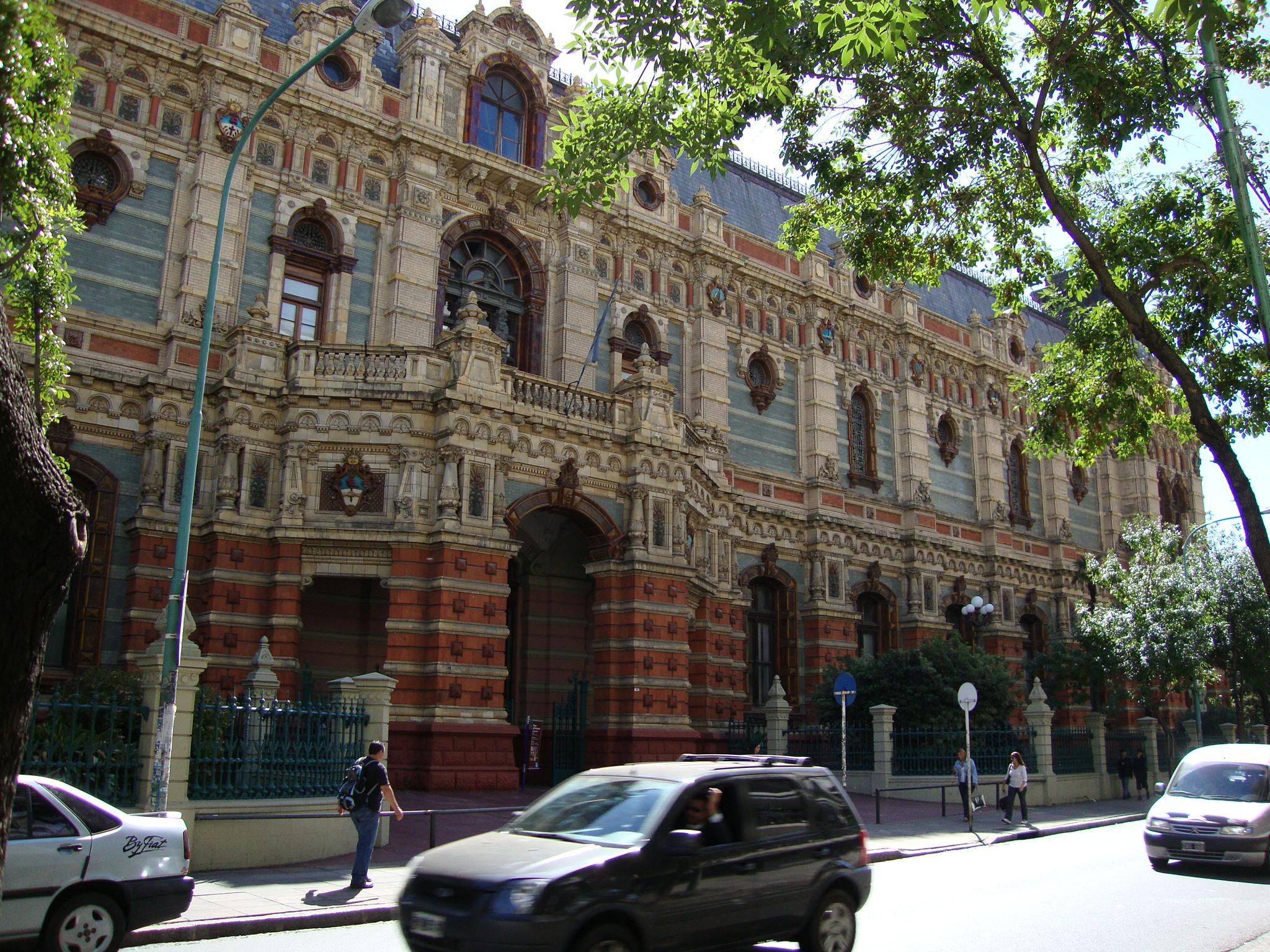
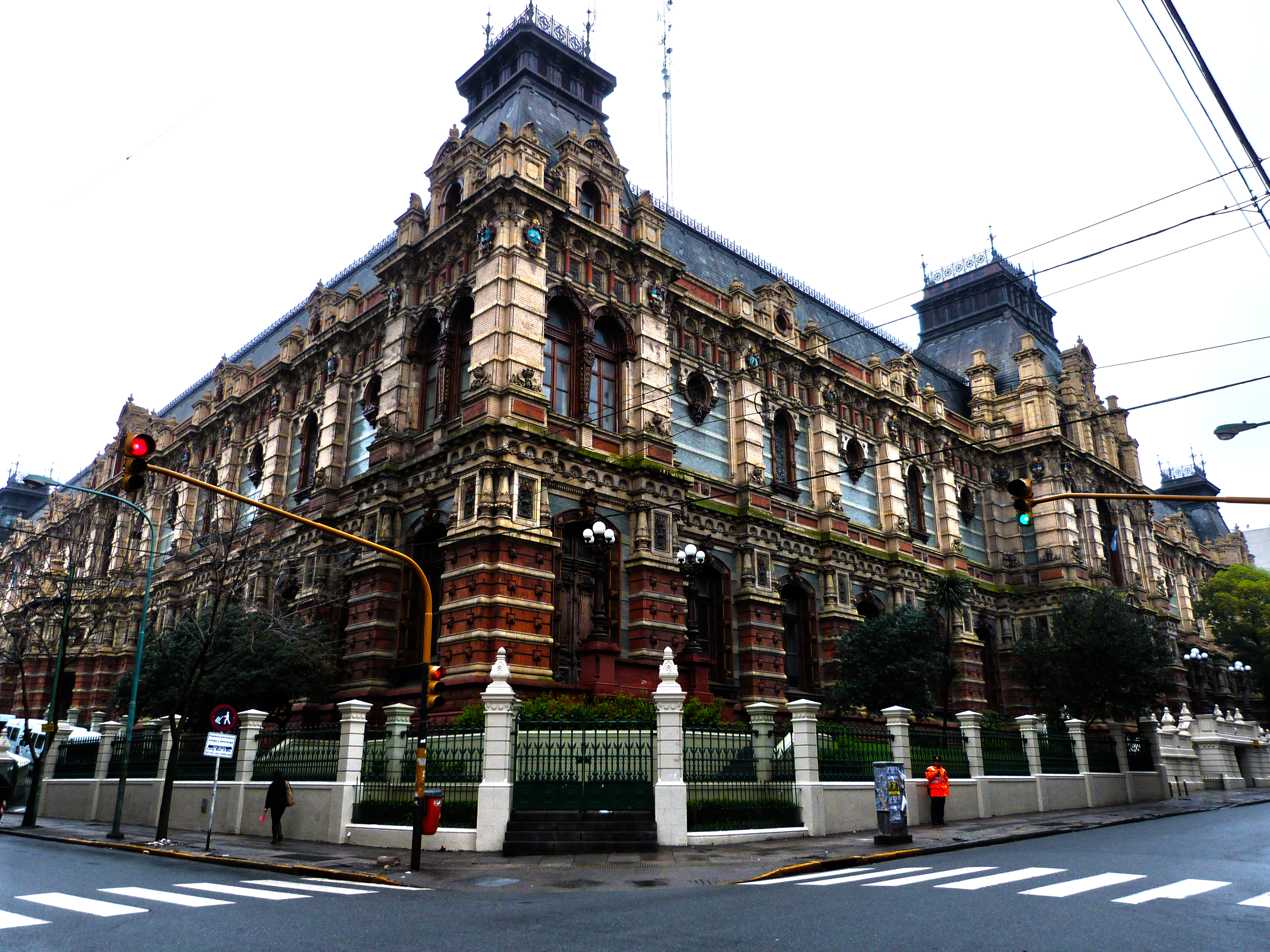